# Seznam jihokorejských korvet

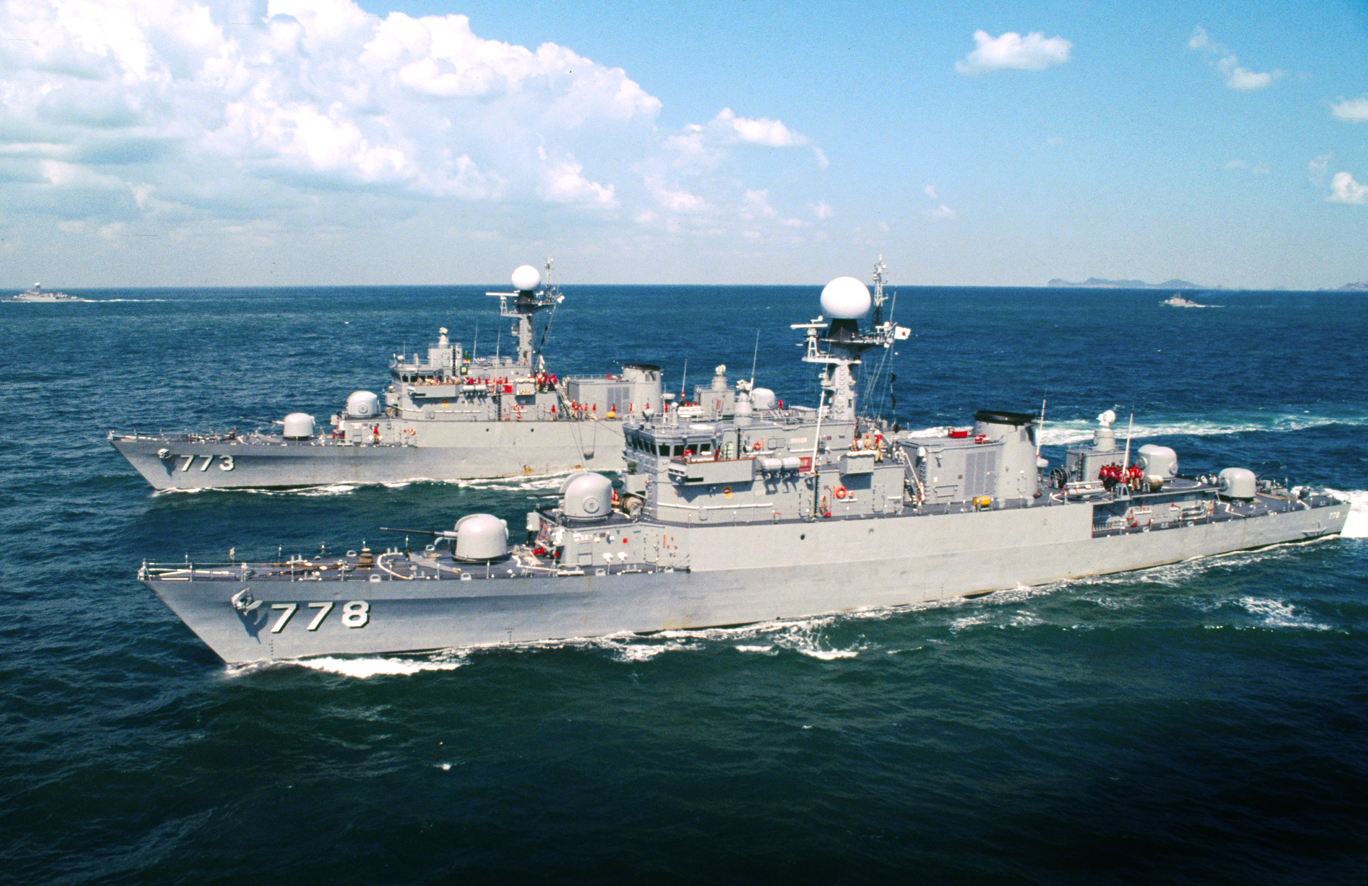
Sokčcho (PCC-778) a Songnam (PCC-773)

Seznam jihokorejských korvet obsahuje všechny korvety, které sloužily nebo slouží u Námořnictva Korejské republiky.

## Seznam lodí

### TřídaTonghe
- Tonghe (PCC-751)
- Suwon (PCC-752)
- Kangnung (PCC-753)
- Anjang (PCC-755)

### TřídaPchohang
- Pchohang (PCC-756)
- Kunsan (PCC-757)
- Kjongdžu (PCC-758)
- Mokpcho (PCC-759)
- Kimčchon (PCC-761)
- Čchungdžu (PCC-762)
- Čindžu (PCC-763)
- Josu (PCC-765)
- Činhe (PCC-766)
- Sunčchon (PCC-767)
- Iksan (PCC-768)
- Wondžu (PCC-769)
- Andong (PCC-771)
- Čchonan (PCC-772)
- Songnam (PCC-773)
- Pučchon (PCC-775)
- Čečchon (PCC-776)
- Tchäčchon (PCC-777)
- Sokčcho (PCC-778)
- Jongdžu (PCC-779)
- Namwon (PCC-781)
- Kwangmjong (PCC-782)
- Šinsong (PCC-783)
- Kongdžu (PCC-785)